# 파라비

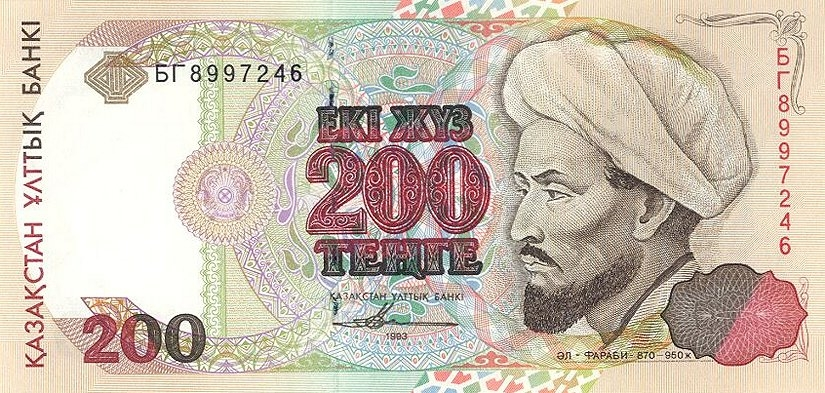
카자흐스탄 지폐의 파라비의 모습

나스르 무함마드 이븐 무함마드 파라비(페르시아어: ابونصر محمد بن محمد فارابی, 라틴어: Alfarabius 알파라비우스[*], 872년~950년)는 이슬람(투르크계)의 철학자이다. 파라비는 과학, 철학, 논리, 사회학, 의학, 수학 및 음악을 전공했습니다. 그의 작품 거의 대부분은 철학, 논리학, 사회학, 백과사전 분야에 관한 것이었습니다. 그는 이슬람 시대에 등장한 최초의 이란 철학자이다.

## 생애
중앙아시아의 파라브 부근에서 출생하여 바그다드에서 배웠다. 혈통은 투르크족(族)이다. 아라비아어·페르시아어·튀르키예어를 비롯하여 수십 개 국어에 통하였다고 한다. 아리스토텔레스를 기초로 하고 신(新)플라톤파를 주축으로 삼는 철학 체계를 세웠기 때문에 아리스토텔레스에 이어 제2의 스승으로 경칭되었다. 경건한 무슬림이며 신비주의자이기도 했다.

## 저서
《이지론(理智論)》, 《이상도시론(理想都市論)》 등 다수의 저서를 남겼다.